# Bodo Mattern
Bodo Mattern (* 3. Februar 1958 in Bockenheim an der Weinstraße) ist ehemaliger deutscher Fußballprofi.

## Herkunft
Bodo Mattern wurde 1958 im pfälzischen Winzerdorf Bockenheim an der Weinstraße geboren. Sein Vater Erich Mattern war seinerzeit Ortsbürgermeister, SPD-Mitglied und bis zu seinem 40. Lebensjahr aktiver Fußballer in Bockenheim.

## Fußballkarriere
Für den jungen Bodo Mattern war Fußball zunächst nur ein Feierabendspiel, da er tagsüber einer Bürotätigkeit in einer Drahtwarenfabrik in Altleiningen nachkam. Der Stürmer spielte zunächst bei seinem Heimatverein, dem Turn- und Sportverein Bockenheim und wechselte als 14-Jähriger erstmals zu Wormatia Worms. Nach vier Jahren kehrte er dann wieder zum TuS Bockenheim zurück und wechselte 1978 zum Viertligisten BSC Oppau (damalige Bezirksliga Vorderpfalz) nach Ludwigshafen am Rhein. Dort gelangen ihm in den ersten 17 Spielen 27 Tore und nach nur einer Spielzeit wechselte er erneut zu Wormatia Worms, die mittlerweile in die 2. Liga Süd aufstiegen.
Bodo Mattern wurde dadurch Profifußballer und hatte sofort einen Stammplatz im Angriff inne, den er durch eine hohe Torquote bestätigte. In den beiden Spielzeiten, die er für Worms bestritt, gelangen ihm in 71 Spielen 42 Tore und er war dabei jeweils bester Torjäger des Vereins. Diese guten Leistungen verschafften ihm ein Sprungbrett in die Erstklassigkeit und 1981 war Mattern mit seinem Wechsel zu den Lilien vom SV Darmstadt 98 dann Bundesligaspieler. Er stürmte dort neben Peter Cestonaro und Helmut Vorreiter, aber trotz seiner 13 Tore in 24 Einsätzen stiegen die  Darmstädter als Vorletzter wieder direkt in die zweite Liga ab. Dort erzielte er mit 22 Toren in 37 Spielen erneut eine gute Torausbeute und mit seinem Transfer zu Eintracht Frankfurt kehrte Bodo Mattern bereits 1983 wieder in die Bundesliga zurück.
Im Frankfurter Profikader konnte er sich aber gegen die Sturmkollegen Ronald Borchers, Jan Svensson, Uwe Müller, Cezary Tobollik und Harald Krämer nicht durchsetzen, weshalb er in 1½ Spielzeiten nur auf bescheidene zwölf Einsätze (bei rund 850 Spielminuten) und einen Torerfolg kam. In der Winterpause 1983/1984 wechselte Mattern zum damaligen Zweitligisten Blau-Weiß 90 Berlin und spielte sich dort in der Rückrunde sofort in die Stammelf (8 Tore in 19 Spielen). Die darauffolgende Saison verlief für Blau-Weiß 90 Berlin sehr erfolgreich, denn nachdem sich der Club zur Saisonhälfte noch im Mittelfeld der Tabelle befand, konnte man am Ende hinter dem Meister FC 08 Homburg die Vizemeisterschaft und den Aufstieg in die Bundesliga erringen. Bodo Mattern hatte an diesem Erfolg mit seinen 15 Toren in 36 Spielen großen Anteil und war nach Leo Bunk (26 Tore) zweitbester Torschütze der Berliner. Aber wie einige Spielzeiten zuvor mit Darmstadt, sollte für Bodo Mattern auch diese Saison als Spieler eines Neubundesligisten mit dem Abstieg enden. Mattern, der im Sturm neben dem späteren Nationalspieler Karlheinz Riedle und Jörg Gaedke nur noch die Rolle des Ergänzungsspielers innehatte, spielte bei 21 Einsätzen drei Mal über die volle Distanz und erzielte insgesamt fünf Tore.
1987 kehrte er wieder zum Zweitligisten SV Darmstadt 98 zurück, wo er als Ersatzstürmer in zwei Spielzeiten bei 23 Einsätzen zwei Tore beisteuerte. Sein letztes Profispiel bestritt Mattern am 11. Juni 1989, als er im Spiel gegen den 1. FSV Mainz 05 in der 68. Minute eingewechselt wurde (Endstand 7:0 für Darmstadt). Bodo Mattern spielte dann 1989/90 noch eine Saison beim hessischen Amateuroberligisten FSV Frankfurt und beendete dann seine Spielerlaufbahn.
Nach Ende der aktiven Karriere arbeitete er u. a. als Spielertrainer bzw. Trainer bei Rot-Weiß Darmstadt, wo er auch bis heute in der Altherrenmannschaft (Ü45) spielt. Im Januar 2008 nahm Mattern die Trainertätigkeit beim RSV Germania Pfungstadt auf und führte das Team zum Aufstieg von der Bezirksliga Darmstadt West in die Gruppenliga Darmstadt, wo er die Mannschaft in der oberen Tabellenhälfte etablieren konnte. Am 9. Dezember 2008 erklärte er nach der Hinrunde aus beruflichen, gesundheitlichen und privaten Gründen überraschend seinen Rücktritt, da er in sportlicher Hinsicht künftig kürzertreten wolle.
Während der Saison 2014/15 übernahm er nochmals für zwei Spiele interimsmäßig die Trainertätigkeit bei Rot-Weiß Darmstadt bis Kelvin King dann hauptverantwortlich die Mannschaft übernahm.